# Белозёры (Челябинская область)
Белозёры — село в Троицком районе Челябинской области. Административный центр Белозёрского сельского поселения.

## География

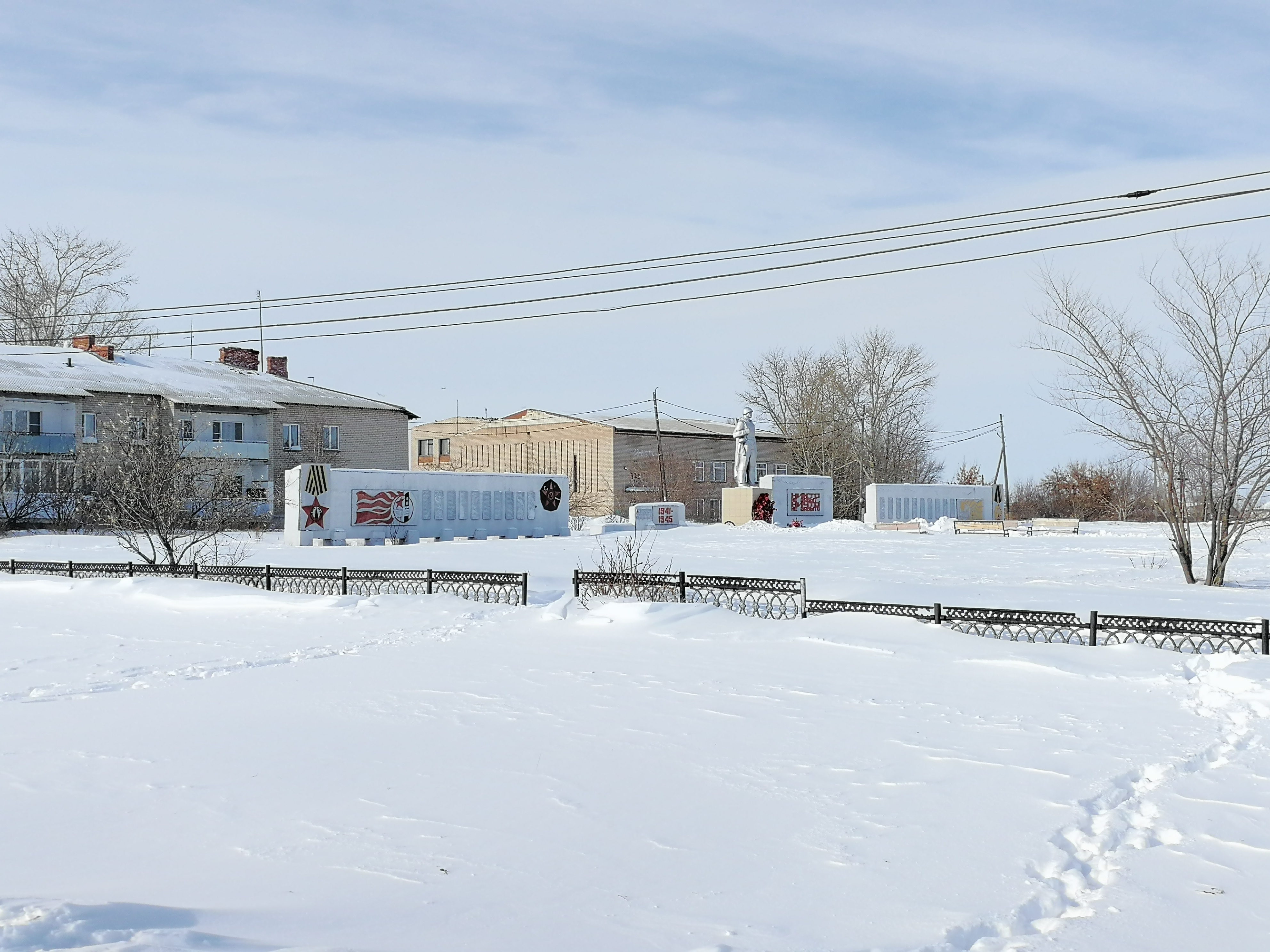
Белозеры, памятник погибшим за свободу Родины

Расположено в восточной части района, на юго-западном берегу оз. Белое, давшем название. Рельеф: переход полуравнины (Зауральский пенеплен) в равнину (Западно-Сибирская равнина), Ландшафт: лесостепь. 
В окрестностях расположены многочисленные перелески, к северу и северо-востоку находится лес (кордон Белозерский). Много озер, самое крупное из которых Штанное, в 5 км к северо-западу.
Расстояние до районного центра города Троицка 49 км.

## История
Село основано на месте хутора Ефимова, построенного в 1887-89 в черте Ключевской станицы. 
По данным статистики, в 1900 в нем было учтено 13 дворов. В последующие годы в Белозерах осели переселенцы с Украины. 
С 1919 г. Белозеры являлись центром сельсовета в Каракульском районе. В селе имелись лавка, потребительский кооператив, школа. 
В советский период размещалась центральная усадьба совхоза «Белозерский», ныне действуют ООО «Белозерское» и МУП «Белозерское ЖКХ».

## Население
| 2002 | 2010 |
| ---- | ---- |
| 883  | ↘771 |

(в 1900 — 79, в 1926 — 232, в 1970 — 376, в 1983 — 814, в 1995 — 972).
По данным Всероссийской переписи, в 2010 году численность населения села составляла 771 человек (364 мужчины и 407 женщин).

## Улицы

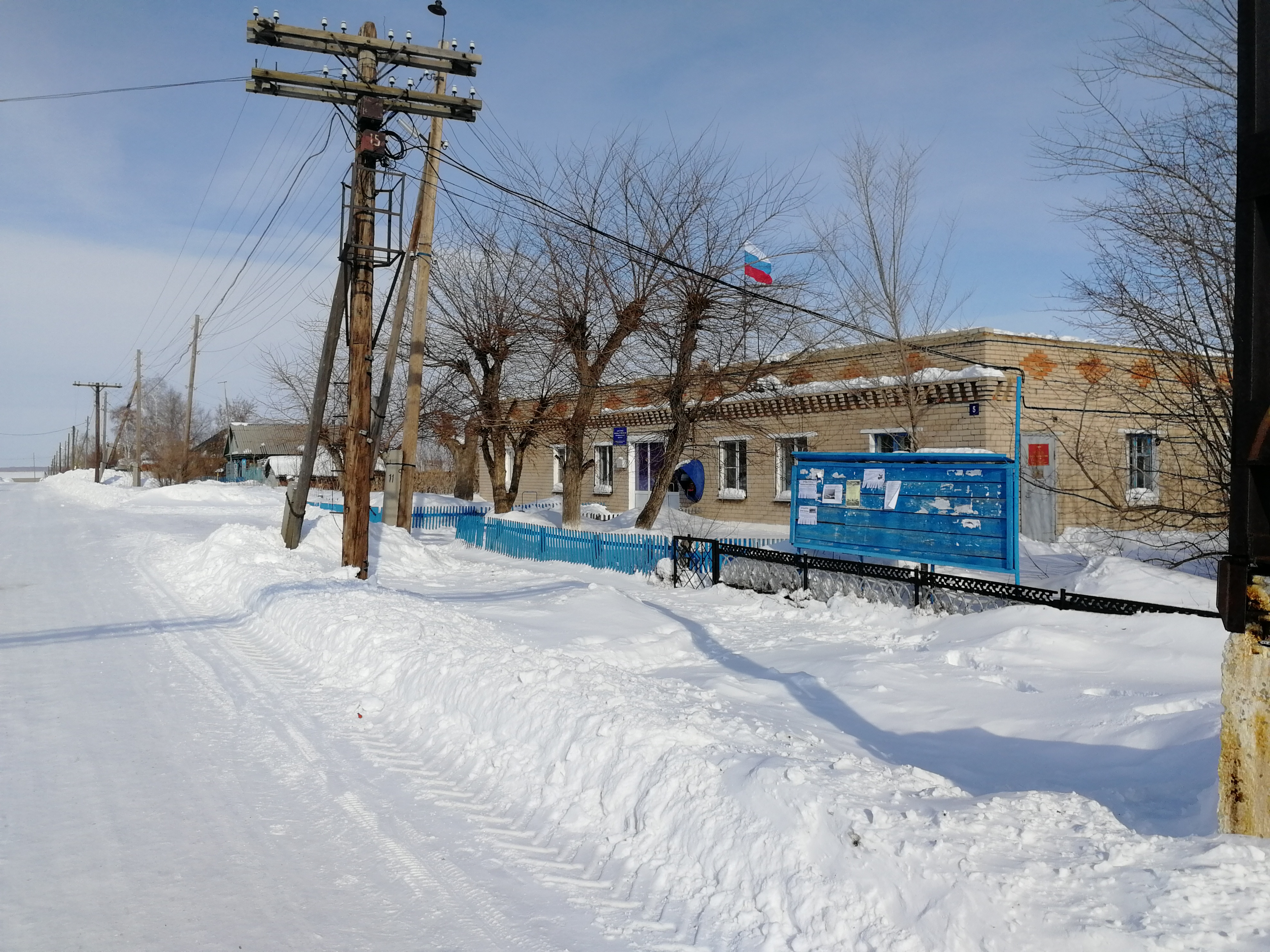
Белозеры, здание администрации сельского поселения

- Улица 10 Пятилетки
- Улица 9 Пятилетки
- Зеленая улица
- Набережная улица
- Новая улица
- Производственная улица
- Улица Просвещения
- Советская улица
- Степная улица
- Центральная улица
- Школьная улица[3].

## Достопримечательности
- Часовня иконы Божией Матери «Всех скорбящих Радость»,